# Kunaibidion panamensis
Kunaibidion panamensis là một loài bọ cánh cứng trong họ Cerambycidae.